# Mănăstirea franciscană din Dej
Mănăstirea franciscană din Dej este un ansamblu de monumente istorice aflat pe teritoriul municipiului Dej. În Repertoriul Arheologic Național, monumentul apare cu codul 55017.06.
Ansamblul este format din două monumente:
- Biserica romano-catolică „Sf. Anton din Padova” (cod LMI CJ-II-m-A-07600.01)
- Claustrul mănăstirii (cod LMI CJ-II-m-A-07600.02)